# Muerte permanente (videojuegos)
La muerte permanente (también llamada permadeath) es una mecánica de videojuegos (aunque también de algunos juegos de mesa) en la que los personajes jugadores que pierden toda su salud se consideran muertos para siempre, sin posibilidad de volver a ser utilizados. Dependiendo de la situación, esto podría requerir que el jugador cree un nuevo personaje para continuar o reiniciar completamente el juego, perdiendo potencialmente casi todo el progreso realizado. Otros términos incluyen la muerte del jugador. Algunos videojuegos ofrecen un modo extremo (hardcore) que incluye esta mecánica, en lugar de convertirla en parte del juego principal.
La muerte permanente contrasta con los juegos que permiten al jugador continuar de alguna manera, como por ejemplo que su personaje reaparezca en un punto de control al «morir», la resurrección de su personaje mediante un objeto mágico o un hechizo, o la posibilidad de cargar y restaurar un estado de juego guardado para evitar la situación de muerte. La mecánica se asocia frecuentemente con juegos de rol tanto de mesa como de PC, y se considera un elemento esencial del género de videojuegos de mazmorras. La implementación de la muerte permanente puede variar según el tipo de juego.

## En videojuegos para un jugador

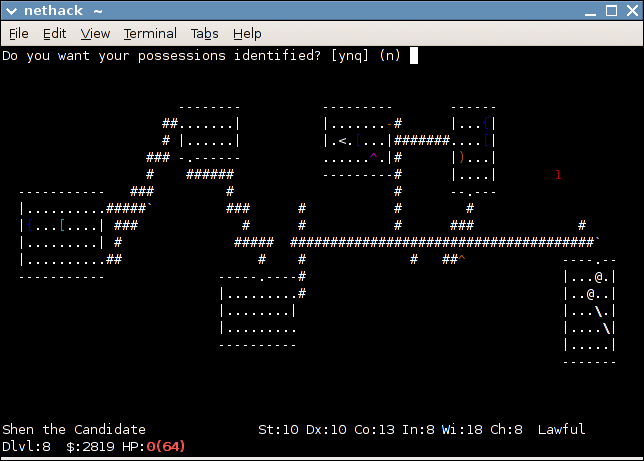
A un jugador, que murió en NetHack, se le pregunta si le gustaría saber más sobre las posesiones no identificadas que llevaba consigo.

La muerte permanente era común en la época dorada de los videojuegos arcade. La mayoría de los juegos arcade (como Space Invaders y Pac-Man) tienen la muerte permanente como mecánica predeterminada porque carecen de la capacidad técnica para guardar el estado del juego. Los primeros juegos domésticos imitaban esta mecánica, incluida una simulación de introducción de monedas para seguir jugando. A medida que las computadoras domésticas y las consolas de juegos se hicieron más populares, estos evolucionaron para tener protagonistas menos abstractos, lo que le dio más impacto a la muerte de un personaje. Cuando los desarrolladores añadieron la capacidad de volver a jugar un nivel fallido, los juegos se volvieron más complejos y con narrativas más intensas, centrándose en el progreso de los personajes a través de una historia lineal sin reinicios repetidos. Los primeros juegos de rol estaban inspirados en juegos de mazmorras de la primera oleada de Dragones y mazmorras, por lo que carecían de contenido narrativo y se esperaba que los jugadores tuvieran poca conexión emocional con sus personajes, aunque muchos permitían a los jugadores guardar el progreso.

## En videojuegos multijugador

### En juegos de rol multijugador masivos en línea
La muerte permanente en videojuegos multijugador es bastante polémica. Debido a los deseos de los jugadores y las fuerzas del mercado que están involucradas, los videojuegos de rol multijugador masivos en línea (como World of Warcraft) y otros juegos de rol multijugador rara vez lo implementan hoy en día, a pesar de que la muerte permanente es un componente clave de los primeros mundos virtuales como MUD1. En términos generales, existe poco apoyo en la cultura multijugador para esta característica. Resumiendo los comentarios del académico Richard Bartle sobre el desagrado de los jugadores por la muerte permanente, Engadget caracterizó a los fanáticos de los MMORPG como horrorizados por el concepto. En el caso de los juegos que cobran una tarifa continua para jugar, la muerte permanente puede alejar a los jugadores, lo que crearía un desincentivo financiero para la muerte permanente.
Diablo II, Diablo III, Diablo IV, Minecraft, Terraria, y Torchlight II son excepciones convencionales que incluyen un modo «extremo» (también llamado «hardcore») opcional, en el que los jugadores pueden sufrir una muerte permanente. Star Wars Galaxies tenía muerte permanente para los personajes Jedi durante un breve período de tiempo, pero acabó desechando dicha característica tras las críticas recibidas por los jugadores. Incluso World of Warcraft tiene un grupo de jugadores que lo llaman el «Desafío hardcore». Los jugadores que se unen a este desafío usan un complemento en su juego para rastrear su combate. Si su personaje alguna vez muere, la regla es que deben eliminarlo.

## En juegos de mesa
La muerte permanente se puede utilizar como mecánica en juegos de rol de mesa como Dragones y mazmorras. En estos juegos, los jugadores crean sus propios personajes y suben de nivel a través de campañas, pero estos personajes pueden morir permanentemente si así se plantea, lo que obligaría a los jugadores a volver a crear a un personaje. Estos juegos suelen tener reglas para evitar esta muerte permanente, como por ejemplo hechizos de resurrección, permitiendo a los jugadores seguir con sus personajes.

## En otros juegos
Aunque la mecánica de muerte permanente se utiliza principalmente en videojuegos de rol y mazmorras, los juegos de plataformas hechos en Flash, You Only Live Once (2009) y One Chance (2010), han sido citados con frecuencia en la literatura de videojuegos como un ejemplo de dicha mecánica. Los videojuegos de terror de supervivencia como Sweet Home (1989) y Resident Evil (1996); y los juegos de drama interactivo como Heavy Rain (2010), Until Dawn (2015) y Detroit: Become Human (2018) también utilizan la mecánica de muerte permanente, ya que el juego se adaptará a estos cambios y la historia continúa hacia adelante para acercarse a múltiples finales independientemente de que los personajes sobrevivan o no.